# Static Airplane Jive
Static Airplane Jive is de derde ep van de Amerikaanse indierockband Guided by Voices. In 2022 werden alle nummers van de ep opgenomen in het verzamelalbum Scalping the Guru.

## Ontvangst
De ep bevat volgens Jason Ankeny van AllMusic het toegankelijkste werk van Guided by Voices dat de band tot dat moment had uitgebracht. Hij noemde het openingsnummer 'Big School' Pollards eerste grote hymne. In 'Hey Aardvark' hoorde hij The Beatles in hun White Album-periode terug.

## Tracklist
| Nr. | Titel             | Schrijver(s)                             | Duur |
| --- | ----------------- | ---------------------------------------- | ---- |
| 1.  | Big School        | Robert Pollard                           | 2:27 |
| 2.  | Damn Good Mr. Jam | Randy Campbell, R. Pollard, Tobin Sprout | 3:36 |

| Nr. | Titel                         | Schrijver(s)                            | Duur |
| --- | ----------------------------- | --------------------------------------- | ---- |
| 1.  | Rubber Man                    | Kevin Fennell, R. Pollard               | 0:34 |
| 2.  | Hey Aardvark                  | Jim Pollard, Mitch Mitchell, R. Pollard | 0:51 |
| 3.  | Glow Boy Bulters              | R. Pollard                              | 1:54 |
| 4.  | Gelatin, Ice Cream, Plum .... | R. Pollard                              | 1:26 |